# Aleksandar Stavrev
Aleksandar Stavrev (en macédonien : Александар Ставрев), né le 30 mars 1977 à Skopje, est un arbitre de football macédonien.
Stavrev devient arbitre international en 2006. Il officie lors des éliminatoires pour les coupes du monde de 2010, 2014 et 2018.